# Derrick Adkins

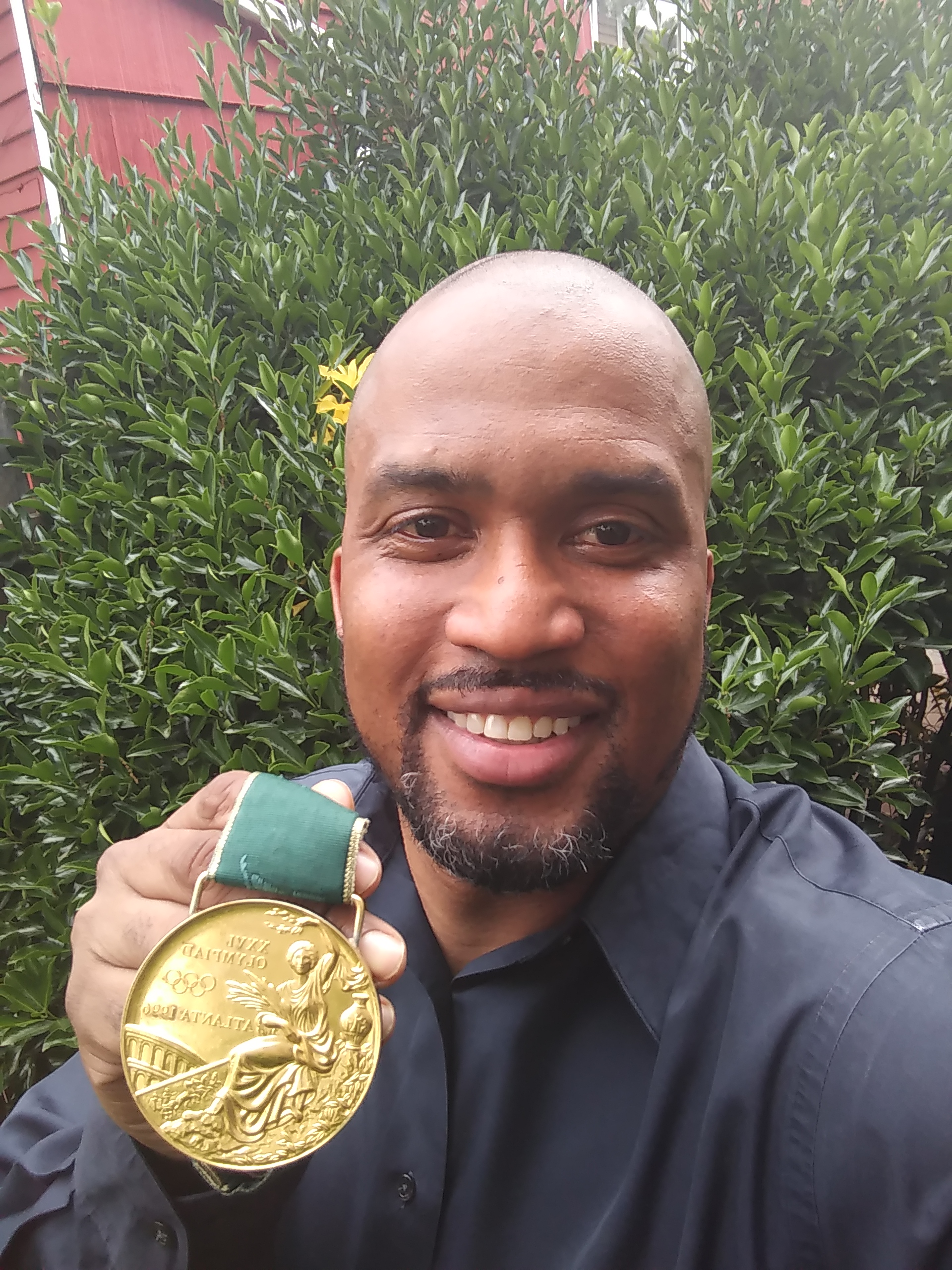
Derrick Adkins (2018)

Derrick Ralph Adkins, född 2 juli 1970 i Brooklyn, New York, är en amerikansk före detta friidrottare som tävlade i häcklöpning. 
Adkins slog igenom 1991 då han blev sexa vid VM på 400 meter häck. Två år senare vid VM 1993  slutade han sjua. Adkins första stora mästerskapsseger kom 1995 vid VM i Göteborg då han vann med fem hundradelar före Samuel Matete. 1996 i OS i Atlanta blev det återigen en kamp mellan Adkins och zambianen Matete och återigen var det amerikanen som vann. Denna gången vann han med 24 hundradelars marginal.
Adkins sista mästerskap blev VM 1997 då han misslyckades med att ta sig till final.

## Personligt rekord
- 400 meter häck - 47,54